# 甲斐田裕子
甲斐田 裕子（かいだ ゆうこ、1980年1月14日 - ）は、日本の声優、舞台女優。神奈川県川崎市出身。賢プロダクション所属。

## 経歴
少女時代に憧れていた職業は漫画家だった。
神奈川県立神奈川総合高等学校卒業。
1期生として高校に進学して、当初は漠然と「大学に行って母になるんだろう」と思っていた。
中学時代に廃部寸前だった演劇部に所属していた友人に「名前だけでも貸してよ」と言われて入部して、高校時代でも違う部に所属していたが、友人に誘われ、演劇部に入部。
その後、芝居の面白さが分かり、「続けよう！」と友人と一緒に専門学校 東京メディアアカデミーの声優ボーカル科（現：東京声優・国際アカデミーの声優養成科）へ入学。卒業前のオーディションにて、賢プロダクションに合格。スクールデュオでの養成期間中の2000年に海外ドラマ『シナリオライターは君だ!』の吹き替えでデビュー、この際は台詞が一言のみだったという。2001年には『ジーンシャフト』のソフィア役で初のレギュラーを獲得した。
その頃、同プロダクションの養成所在籍中に「勉強が足りない」と思い、シェイクスピアが好きだったため、劇団シェイクスピア・シアターに入団。
2002年に事務所の本所属オーディション合格し、賢プロダクションに所属している。映画『プリティ・プリンセス』の吹き替えにおいて、ミア役で初の主人公を担当した。初レギュラーはアニメだったが、以後は志望通り吹き替えをメインに活動している。
2019年3月9日、第13回声優アワードにて、外国映画・ドラマ賞を受賞。

## 人物
外国映画吹き替え志望であり、その分野でのキャリアを豊富に持ち、ガル・ガドットやアン・ハサウェイ、ブレイク・ライヴリー、レイチェル・ワイズなどを持ち役としている。吹き替えを担当した中で特に思い入れのある役者には、『ゴシップガール』他のブレイク・ライヴリーを挙げている。
舞台女優としても活動しており、特にシェイクスピアが好きということもあり、『ハムレット』などのシェイクスピア劇に出演することが多い。本人は自身の所属事務所の会長であった内海賢二といつかシェイクスピア劇をやりたいと語ったこともあったが、2013年に内海が死去したため、その夢は叶わなかった。
趣味・特技は日本舞踊、散歩。
夫は劇団シェイクスピア・シアター所属の舞台俳優・平澤智之。

### エピソード
一部の声優からは「先輩」と呼ばれている。命名者の井上喜久子以外に川澄綾子、花澤香菜からも呼ばれている。ただし井上、川澄は年齢も声優としてのキャリアも上である。『銀魂』原作者の空知英秋からは出演イベントの手紙で「かいーだ」と呼ばれていた。
『バイオハザードシリーズ』のメインキャラクターの一人クレア・レッドフィールドを担当しているが、テレビゲームはあまり得意ではなくNetflix配信のCGドラマシリーズ『バイオハザード: インフィニット ダークネス』に関する取材を受けるにあたって『バイオハザード リベレーションズ2』と『バイオハザード RE:2』をプレイし直したのだが、序盤から死んでしまったり、コントローラーの操作もおぼつかない、走り方すらよくわからないと述べている。また長期間に渡って様々な年代のクレアを演じているので年齢感の調節が一番大事で、先に成長したあとのクレアを演じたあとにリメイクされた『RE:2』で女子大生時代のクレアを演じたので『RE:2』が一番大変だったと述べている。
『ドラゴンボール』が好きであり、台詞、エピソードを聞けば、「何巻の話だね！」と即答出来るくらいに読み込んでいた。中学生の時に偶々見ていたテレビアニメ『ドラゴンボールZ』で孫悟空役の野沢雅子の演技を通して垣間みた時にエンディングで「声の出演 野沢雅子」というのを目にして職業としての声優を認識した。

### NOMORE 無断生成AI
2024年、山寺宏一、梶裕貴ら他の有名声優26名と共同で、本人に無断で学習・生成される生成AI音声や映像に反対する有志の会として『NOMORE 無断生成AI』を結成し、啓発動画を公開した。声明文では「やった覚えのない朗読や歌、そして声そのものが、ネット上に公開され、時に販売」される現状への強い懸念を表明した。

## 出演
太字はメインキャラクター。

### テレビアニメ
2001年
- あぃまぃみぃ!ストロベリー・エッグ（先生、放送、教師、女の子）
- ヴァンドレッド the second stage（牢番）
- ゴーゴー五つ子ら・ん・ど（ナミ子）
- ジーンシャフト（ソフィア・ガルガリン、ヒロト・アマギワ〈少年〉）
- パラッパラッパー（受付嬢）

2002年
- 朝霧の巫女（女子B）
- 攻殻機動隊 STAND ALONE COMPLEX（秘書）
- シャーマンキング（チャイナさん）
- 十二国記（女子生徒、受付嬢、女仙）
- だぁ!だぁ!だぁ!（女性店員）
- とっとこハム太郎（2002年 - 2005年、エンジェルちゃん） - 2シリーズ
- ヒートガイジェイ（少年B、女マシーン）
- ぷちぷり*ユーシィ（ケイト）

2003年
- アストロボーイ・鉄腕アトム（看護士、タマミ）
- 一騎当千（2003年 - 2010年、呂蒙子明） - 4シリーズ
- 宇宙のステルヴィア（女子A）
- ガンパレード・マーチ 〜新たなる行軍歌〜（図書司書）
- GetBackers-奪還屋-（女子高生）
- 最遊記RELOAD（旬斗）
- 神魂合体ゴーダンナー!!（2003年 - 2004年、シャドウ） - 2シリーズ
- 超ロボット生命体トランスフォーマー マイクロン伝説（女教師）
- TEXHNOLYZE（ヨウコ）
- 人間交差点（看護婦B）
- ポケットモンスター アドバンスジェネレーション（2003年 - 2005年、ミラージュ王妃、リカコ）

2004年
- KURAU Phantom Memory（アヤカ）
- tactics（夢奴）
- 鋼の錬金術師（レオとリックの母親）
- 光と水のダフネ（朴ゆう）
- ポケットモンスター サイドストーリー（コバラ博士）
- マリア様がみてる（築山三奈子） - 2シリーズ

2005年
- かみちゅ!（副会長）
- 極上生徒会（君塚優子）
- こてんこてんこ（トート）
- JINKI:EXTEND（食堂のおばちゃん）
- スターシップ・オペレーターズ（神谷イマリ）
- 蒼穹のファフナー RIGHT OF LEFT（生駒祐未）
- それいけ!アンパンマン（ハイビスちゃん〈初代〉）
- ツバサ・クロニクル（蘇摩）
- トリニティ・ブラッド（シスター・パウラ）
- BLOOD+（ジュリア）

2006年
- ガラスの艦隊（ミシェル）
- 地獄少女 二籠（根来歌江）
- Strawberry Panic（鳳天音）
- 009-1（謎の女）
- D.Gray-man（ヘブラスカ）
- デジモンセイバーズ（早瀬の妻）
- 姫様ご用心（ミス・ヨーコ）
- 無敵看板娘（ヘルズバニー / 秋吉冬美）

2007年
- 英國戀物語エマ 第二幕（ナネット）
- 怪物王女（リザ・ワイルドマン）
- キスダム -ENGAGE planet-（沙々羅樹）
- 獣神演武 -HERO TALES-（麟盟詔韓）
- 東京魔人學園剣風帖 龖（咲夜真実子）
- ぽてまよ（高見盛京）
- レンタルマギカ（2007年 - 2008年、ダフネ）

2008年
- カイバ（パーム、サテ）
- 仮面のメイドガイ（田原坂沙希）
- ゴルゴ13（ジーン・バーバラ）
- セキレイ（2008年 - 2010年、光） - 2シリーズ
- TYTANIA -タイタニア-（ソニア）
- とらドラ!（狩野すみれ）
- 破天荒遊戯（アルゼイド〈少年〉）
- ヒャッコ（幕之内潮）
- BLUE DRAGON 天界の七竜（ダネル）
- 我が家のお稲荷さま。（コトジノヌシ）

2009年
- アスラクライン（橘高冬琉）
- 銀魂（2009年 - 2018年、月詠） - 5シリーズ
- クイーンズブレイドシリーズ（2009年 - 2012年、リスティ） - 3シリーズ
- グイン・サーガ（リギア）
- 黒神 The Animation（北条水華魅）
- 咲-Saki-（2009年 - 2014年、井上純） - 3シリーズ
- 戦国BASARA（2009年 - 2014年、まつ） - 3シリーズ
- 大正野球娘。（月映巴）
- 鉄腕バーディー DECODE:02（モス）
- とある科学の超電磁砲（2009年 - 2020年、黄泉川愛穂） - 3シリーズ
- とある魔術の禁書目録（2009年 - 2018年、黄泉川愛穂） - 3シリーズ
- 東京マグニチュード8.0（日下部真理）
- 花咲ける青少年（ブリジット）
- 東のエデン（ミサエ）
- まりあ†ほりっく（2009年 - 2011年、石馬隆顕） - 2シリーズ

2010年
- オオカミさんと七人の仲間たち（吉備津桃子）
- クレヨンしんちゃん（SHIN-MEN）（ブリットニー）
- ダンス イン ザ ヴァンパイアバンド（ヴェラトゥース）
- 名探偵コナン（2010年 - 2023年、庄堂唯佳、氷室綾、弔加奈、広瀬葵）
- 四畳半神話大系（羽貫さん）

2011年
- 青の祓魔師（カスパール）
- アスタロッテのおもちゃ!（ウルスラ・シュマルリージ）
- GOSICK -ゴシック-（秘書）
- TIGER & BUNNY（アニエス・ジュベール）
- フリージング（2011年 - 2013年、エリザベス＝メイブリー） - 2シリーズ
- BLEACH（鰻屋育美）
- Persona4 the ANIMATION（山野真由美）
- 魔乳秘剣帖（お磯）
- よんでますよ、アザゼルさん。（2011年 - 2013年、ウリエル、ガブリエル、ユミ） - 2シリーズ

2012年
- あらしのよるに 〜ひみつのともだち〜（ロロ）
- アルカナ・ファミリア -La storia della Arcana Famiglia-（フェデリカ）
- CØDE:BREAKER（神田）
- 灼眼のシャナIII-FINAL-（“覚の嘨吟”シャヘル）
- ちはやふる（2012年 - 2019年、山本由美） - 2シリーズ
- モーレツ宇宙海賊（加藤梨理香）

2013年
- 最強銀河 究極ゼロ 〜バトルスピリッツ〜（2013年 - 2014年、聖龍皇アルティメット・セイバー、獅子座のデネボラ）
- 東京レイヴンズ（飛車丸）

2014年
- 甘城ブリリアントパーク（久武藍珠）
- 黒執事 Book of Circus（ビースト）
- テラフォーマーズ（2014年 - 2016年、ニーナ・ユージック） - 2シリーズ
- デート・ア・ライブII（ジェシカ・ベイリー）
- ヒーローバンク（呉刃弁天）
- ブラック・ブレット（室戸菫）
- ブレイク ブレイド（リィ）
- メカクシティアクターズ（キド / 木戸つぼみ）

2015年
- 赤髪の白雪姫（2015年 - 2016年、ガラク） - 2シリーズ
- うしおととら（くらぎ）
- 学戦都市アスタリスク（谷津崎匡子）
- ジョジョの奇妙な冒険 スターダストクルセイダース（マレーナ）
- すべてがFになる THE PERFECT INSIDER（真賀田未来 / 真賀田四季）

2016年
- 機動戦士ガンダムUC RE:0096（マリーダ・クルス）
- チア男子!!（高城さつき）
- 虹色デイズ（里見先生）
- ハイスクール・フリート（宗谷真雪）

2017年
- うらら迷路帖（セツ）
- 青の祓魔師 京都不浄王篇（グレゴリ）
- 霊剣山 叡智への資格（李娜娜）
- この素晴らしい世界に祝福を!2（ウォルバク）
- 正解するカド（深水ソフィー）
- カブキブ!（浅葱芳）
- ボールルームへようこそ（兵藤マリサ）
- 魔法使いの嫁（2017年 - 2023年、アンジェリカ・バーレイ） - 2シリーズ
- モンスターハンター ストーリーズ RIDE ON（シャドウ）
- UQ HOLDER! 〜魔法先生ネギま!2〜（ヨルダ・バォト）

2018年
- グランクレスト戦記（マルグレット・オディウス）
- されど罪人は竜と踊る（ニドヴォルク）
- PERSONA5 the Animation（2018年 - 2019年、新島冴） - 1シリーズ + 特別編前後編
- ソードアート・オンライン オルタナティブ ガンゲイル・オンライン（教官）
- パズドラ（2018年 - 2024年、母 / 龍二の母）
- 蒼天の拳 REGENESIS（ヤーマ）
- ダーリン・イン・ザ・フランキス（カリナ）
- HUGっと!プリキュア（2018年 - 2019年、ジェロス）
- アイカツフレンズ!（2018年 - 2019年、湊玲子）
- 学園BASARA（まつ）
- 閃乱カグラ SHINOVI MASTER -東京妖魔篇-（奈楽）
- 宇宙戦艦ヤマト2202 愛の戦士たち（サーベラー、桂木透子）

2019年
- 約束のネバーランド（2019年 - 2021年、イザベラ） - 2シリーズ
- レイトン ミステリー探偵社 〜カトリーのナゾトキファイル〜（ビビアン・パターソン）
- どろろ（絡新婦）
- 真夜中のオカルト公務員（フォルシエル、パンドーラ）
- ONE PIECE（2019年 - 2025年、ベロ・ベティ）
- 荒ぶる季節の乙女どもよ。（泉 母）
- とある科学の一方通行（黄泉川愛穂）
- この世の果てで恋を唄う少女YU-NO（グランティア）
- 警視庁 特務部 特殊凶悪犯対策室 第七課 -トクナナ-（四季彩紅音）
- 星合の空（室生さくら）
- Z/X Code reunion（ディンギル）
- ソードアート・オンライン アリシゼーション War of Underworld（2019年 - 2020年、ディー・アイ・エル） - 2シリーズ
- GRANBLUE FANTASY The Animation Season 2（フリーシア）
- 歌舞伎町シャーロック（黒木アガサ）
- 真・中華一番!（2019年 - 2021年、シャン） - 2シリーズ
- GO!GO!アトム

2020年
- ランウェイで笑って（五十嵐優）
- ARP Backstage Pass（真嗣の母）
- THE GOD OF HIGH SCHOOL ゴッド・オブ・ハイスクール（マ・ミソン）
- のりものまん モービルランドのカークン（2020年 - 2021年、ホワイト、レディ）
- 食戟のソーマ 豪ノ皿（幸平珠子）
- 池袋ウエストゲートパーク（マコトの母）
- くまクマ熊ベアー（2020年 - 2023年、モリン） - 2シリーズ

2021年
- はたらく細胞!!（巨核球）
- ログ・ホライズン 円卓崩壊（サラリヤ）
- 七つの大罪 憤怒の審判（ゲルダ）
- 怪物事変（氷雨）
- さよなら私のクラマー（能見奈緒子）
- ゾンビランドサガ リベンジ（審査員A）
- 灼熱カバディ（水澄の母）
- 天官賜福（宣姫）
- 死神坊ちゃんと黒メイド（2021年 - 2024年、呪い魔女 / シャーデー） - 3シリーズ
- 精霊幻想記（2021年 - 2024年、アースラ） - 2シリーズ
- ロード・エルメロイII世の事件簿 -魔眼蒐集列車 Grace note- 特別編（カミュ・ペリゴール）

2022年
- ルパン三世 PART6（ヘイゼル）
- ニンジャラ（2022年 - 2023年、エイミー、タツヤ、ホンファ）
- 平家物語（北条政子）
- 処刑少女の生きる道（フレア）
- BIRDIE WING -Golf Girls' Story-（2022年 - 2023年、天鷲世良） - 2シリーズ
- 薔薇王の葬列（ジェーン）
- であいもん（月山雅の母親）
- SPY×FAMILY（2022年 - 2023年、シルヴィア・シャーウッド） - 3シリーズ
- 真・一騎当千（呂蒙子明）
- おしりたんてい（ツルル）
- はたらく魔王さま!!（2022年 - 2023年、大黒天祢） - 2シリーズ
- チェンソーマン（狐の悪魔）
- ジョジョの奇妙な冒険 ストーンオーシャン（ミュッチャー・ミューラー）
- BLEACH 千年血戦篇（鰻屋育美）

2023年
- うる星やつら (2022)（奥さん）
- ブルーロック（2023年 - 2024年、蜂楽優） - 2シリーズ
- 吸血鬼すぐ死ぬ2（タビコ）
- とんでもスキルで異世界放浪メシ（キシャール）
- 人間不信の冒険者たちが世界を救うようです（エイダ）
- この素晴らしい世界に爆焔を!（ウォルバク）
- THE MARGINAL SERVICE（イザベラ）
- ふしぎ駄菓子屋 銭天堂（園田美沙子）
- 地獄楽（菊花、桃花、朱槿、桂花、牡丹）
- 実は俺、最強でした?（オラトリア・ベルカム）
- ドッグシグナル（2023年 - 2024年、泉律佳）
- アークナイツ【冬隠帰路/PERISH IN FROST】（レイズ）
- 薬屋のひとりごと（2023年 - 2025年、阿多妃、若い水蓮） - 2シリーズ

2024年
- となりの妖怪さん（早千代）
- 夜のクラゲは泳げない（早川雪音）
- 転生したらスライムだった件（カエデ）
- 2.5次元の誘惑（アリアの母）
- 七つの大罪 黙示録の四騎士（ゲルダ）
- やり直し令嬢は竜帝陛下を攻略中（黒竜）

2025年
- SAKAMOTO DAYS（ダンプ） - 2シリーズ
- 異修羅（摘果のカニーヤ）
- 未ル わたしのみらい（アイラ博士）
- ユア・フォルマ（シュシュノワ）
- 神統記（テオゴニア）（ゼイエナ）
- New PANTY & STOCKING with GARTERBELT（レディ）
- その着せ替え人形は恋をする Season 2（紬十喜子）
- 追放者食堂へようこそ!（ジーン）

### 劇場アニメ
2003年
- 茄子 アンダルシアの夏（女A）

2004年
- 劇場版 NARUTO -ナルト- 大活劇!雪姫忍法帖だってばよ!!（富士風雪絵 / 風花小雪）

2009年
- 劇場版 空の境界 第七章「殺人考察（後）」（蛍塚音子）
- ホッタラケの島 〜遥と魔法の鏡〜（ビッキ）

2010年
- いばらの王 -King of Thorn-
- ブレイク ブレイド（リィ）

2011年
- ハートの国のアリス 〜Wonderful Wonder World〜（ビバルディ）

2012年
- 劇場版 TIGER & BUNNY（2012年 - 2014年、アニエス・ジュベール） - 2作品
- 劇場版 BLOOD-C The Last Dark（矢薙春乃）

2013年
- Kick-Heart（ニューエース）
- 劇場版 銀魂 完結篇 万事屋よ永遠なれ（月詠）
- 劇場版 とある魔術の禁書目録 -エンデュミオンの奇蹟-（黄泉川愛穂）
- 名探偵コナン 絶海の探偵（電子音声）

2014年
- 宇宙戦艦ヤマト2199 星巡る方舟（シファル・サーベラー）
- 思い出のマーニー（マーニーの母）
- モーレツ宇宙海賊 ABYSS OF HYPERSPACE -亜空の深淵-（加藤梨理香）

2016年
- カゲロウデイズ-in a day's-（キド）
- CYBORG009 CALL OF JUSTICE（ルーシー・ダベンポート）
- ゼーガペインADP（フナベリ）
- ルドルフとイッパイアッテナ（隣のうちの猫）

2017年
- 夜は短し歩けよ乙女（羽貫さん）

2019年
- パンドラとアクビ 前編 荒野の銃撃戦（ルイーズ〈ドロンジョ〉）

2020年
- 劇場版 ハイスクール・フリート（宗谷真雪）

2021年
- 銀魂 THE FINAL（月詠）
- 映画 さよなら私のクラマー ファーストタッチ（能見奈緒子）
- 劇場版 七つの大罪 光に呪われし者たち（ゲルダ）
- フラ・フラダンス（環奈の母）

2023年
- 劇場版 SPY×FAMILY CODE: White（シルヴィア・シャーウッド）

2024年
- 劇場版モノノ怪 唐傘（淡島）
- ゼーガペインSTA（フナベリ）

### OVA
2004年
- くじびきアンバランス（橘いづみ）

2005年
- 星界の戦旗III（グリンシア）
- トップをねらえ2!（ルウ・スン）

2007年
- 真救世主伝説 北斗の拳 ユリア伝（トウ）

2008年
- 絶対衝激 〜PLATONIC HEART〜（柿崎怜）
- HELLSING（2008年 - 2012年、由美江） - 4作品

2010年
- 機動戦士ガンダムUC（2010年 - 2014年、マリーダ・クルス）

2012年
- 一騎当千 集鍔闘士血風録（呂蒙子明）
- コードギアス 亡国のアキト（2012年 - 2015年、ソフィ・ランドル）

2015年
- 一騎当千 Extravaganza Epoch（呂蒙子明）
- 咲日和（井上純）
- デジモンアドベンチャー tri.（2015年 - 2017年、姫川マキ）

2016年
- 銀魂° 愛染香篇（月詠）※コミックス第65巻・第66巻DVD同梱版
- クビキリサイクル 青色サヴァンと戯言遣い（哀川潤）
- 魔法使いの嫁 星待つひと（アンジェリカ）※コミックス第6〜8巻アニメーションDVD付き特装版
- 虹色デイズ（里見先生）※コミックス第13巻アニメDVD同梱版

2017年
- OVA ハイスクール・フリート（2017年、宗谷真雪）

### Webアニメ
2000年代
- リーンの翼（2005年、ジャコバ・アオン）

2010年代
- HERO MASK（2018年、サラ・シンクレア）

2020年代
- ベイブレードバースト スパーキング（2020年 - 2021年、朝日輝美）
- 銀魂 THE SEMI-FINAL 万事屋篇（2021年、月詠）
- エデン（2021年、ジュネーブ）
- TIGER & BUNNY 2（2022年、アニエス・ジュベール）
- 賭ケグルイ双（2022年、聚楽幸子）
- 四畳半タイムマシンブルース（2022年、羽貫さん）
- エクセプション（2022年、ニーナ）
- LUPIN ZERO（2022年、ブーラン）
- SAND LAND: THE SERIES（2024年、リリス）
- 餓狼伝: The Way of the Lone Wolf（2024年、小磯みゆき）
- Duel Masters LOST 〜月下の死神〜（2025年、キメラ）

### ゲーム
2002年
- ギガンティック ドライブ（ニュースレポーターA）
- .hackシリーズ

2003年
- THE 地球防衛軍（オペレーター）
- THE 美少女シミュレーションRPG MoonLightTale（レイナ）

2004年
- 幻想水滸伝IV（ジーン）
- 神魂合体ゴーダンナー!!（シャドウ）
- 天誅 紅（双葉）

2005年
- THE お姉チャンバラ2（彩）
- THE 地球防衛軍2（オペレーター）
- 戦国BASARA（まつ）
- ラジアータ ストーリーズ（フラウ）
- Rhapsodia（オルネラ、ジーン、ノール）
- ランブルローズ（デキシー・クレメッツ / クレメッツ警部）

2006年
- アーマード・コア4（ミド・アウリエル、アンジェ）
- お姉チャンバラ vorteX 〜忌血を継ぐ者たち〜（彩）
- 神業-KAMIWAZA-（百紋）
- Carnage Heart PORTABLE（エレン・デミンコフ教授）
- グラナド・エスパダ（グランディス）
- 幻想水滸伝V（ジーン）
- THE お姉チャンポン 〜THE姉チャン2特別編〜（彩）
- Strawberry Panic! GIRLS' SCHOOL IN FULLBLOOM（鳳天音）
- 戦国BASARA2（まつ）
- ランブルローズXX（デキシー・クレメッツ / クレメッツ警部）
- ワイルドアームズ ザ フィフスヴァンガード（ペルセフォネ）

2007年
- エースコンバット6 解放への戦火（ルドミラ・トルスタヤ）
- 戦国BASARA2 英雄外伝（まつ）
- ハートの国のアリス 〜Wonderful Wonder World〜（ビバルディ）
- クローバーの国のアリス 〜Wonderful Wonder World〜（ビバルディ）
- ファイナルファンタジーIV（DS版）（ローザ・ファレル、風のバルバリシア）
- ファンタシースターユニバース イルミナスの野望（ライア・マルチネス）
- Heavenly Sword 〜ヘブンリーソード〜（ナリコ）

2008年
- あさき、ゆめみし（水鬼）
- お姉チャンバラ Revolution（彩）
- 救急救命 カドゥケウス2（黛 怜奈）
- ゴッド・オブ・ウォー 落日の悲愴曲（ペルセポネ）
- ソウルキャリバーIV（ヒルダ〈ヒルデガルド・フォン・クローネ〉）
- 天誅 4（彩女）
- ファンタシースターポータブル（ライア・マルチネス）
- マリオカートWii（Mii）
- ミラーズエッジ（フェイス・コナーズ）

2009年
- 機動戦士ガンダム ガンダムvs.ガンダムNEXT PLUS（マリーダ・クルス）
- Gears of War 2（マリア・サンチャゴ）
- ジョーカーの国のアリス 〜Wonderful Wonder World〜（ビバルディ）
- セキレイ 〜未来からのおくりもの〜（光）
- 戦国BASARA バトルヒーローズ（まつ）
- ソウルキャリバー Broken Destiny（ヒルダ〈ヒルデガルド・フォン・クローネ〉）
- 大正野球娘。 〜乙女達乃青春日記〜（月映巴）
- とらドラ・ポータブル!（狩野すみれ）
- ヒャッコ よろずや事件簿!（幕之内潮）
- ベルベット アサシン（バイオレット・サマー）

2010年
- アニバーサリーの国のアリス 〜Wonderful Wonder World〜（ビバルディ）
- ALAN WAKE（アリス・ウェイク）
- 機動戦士ガンダム エクストリームバーサス（2010年 - 2016年、マリーダ・クルス） - 5作品
- 咲-Saki- Portable（井上純）
- ザ・サード バースデイ（ガブリエル・モンシーニ）
- 戦国BASARA3（まつ）
- HEAVY RAIN 心の軋むとき（マディソン・ペイジ）
- Fallout: New Vegas（ベロニカ・サンタンジェロ）
- 密室のサクリファイス（謎の女）

2011年
- SDガンダム GGENERATION（2011年 - 2025年、マリーダ・クルス / プルトゥエルブ、ソリス・アルモニア、シャル・アクスティカ〈00F〉、マイキャラクターボイス女性〈OVER WORLD・GENESIS〉） - 6作品
- お姉チャンバラ SPECIAL（彩）
- 水月 弐（提智華）
- スティールクロニクル（アンナ・ベルンハルト）
- 戦国BASARA クロニクルヒーローズ（まつ）
- 戦国BASARA3 宴（まつ）
- とある科学の超電磁砲（黄泉川愛穂）
- おもちゃ箱の国のアリス〜Wonderful Wonder World〜（ビバルディ）
- コール オブ デューティ モダン・ウォーフェア3（A-10 パイロット）
- League of Legends（ケイトリン）

2012年
- アサシン クリード III レディ リバティ（アヴリーン・ド・グランプレ）
- イース セルセタの樹海（フリーダ）
- お姉チャンバラZ 〜カグラ〜（彩）
- グラナド・エスパダ（開拓者グランディス）
- ソウルキャリバーV（ヒルダ〈ヒルデガルド・フォン・クローネ〉）
- Dragon Age II（ベサニー）
- NINJA GAIDEN 3（ミヅキ）
- バイオハザード オペレーション・ラクーンシティ（クレア・レッドフィールド）
- ブレイブリーデフォルト フライングフェアリー（エインフェリア・ヴィーナス）
- リズム怪盗R 皇帝ナポレオンの遺産（エリザベート）

2013年
- あさき、ゆめみし 〜ひととせ〜（水鬼）
- アサシン クリード IV ブラック フラッグ（アヴリーン・ド・グランプレ）
- お姉チャンバラZ〜カグラ〜 With NoNoNo!（彩）
- KILLER IS DEAD（ヴィヴィアン・スコール）
- 銀魂のすごろく（月詠）
- CONCEPTIONII 七星の導きとマズルの悪夢（ルビー）
- 新装版 ハートの国のアリス 〜Wonderful Wonder World〜（ビバルディ）
- 真・女神転生IV（バロウズ、東京の女神成体）
- 地球防衛軍4（戦術士官）
- スーパーロボット大戦OGサーガ 魔装機神III PRIDE OF JUSTICE（オキュラ・ザニア・ビフラズバ）
- スロッターマニアV 絶対衝激II（柿崎怜）
- Dragon's Dogma Dark Arisen（マデリン）
- トゥームレイダー（ララ・クロフト）
- ニード・フォー・スピード ライバルズ（レポーター）
- 花咲くまにまに（清菊）
- ファークライ3（デイジー・リー）
- プレイステーション オールスター・バトルロイヤル（ナリコ）
- ブレイブリーデフォルト フォーザ・シークウェル（エインフェリア・ヴィーナス）

2014年
- お姉チャンバラZ2 〜カオス〜（彩）
- 俺の屍を越えてゆけ2（泉源氏お紋、坂上ノ菊理媛、吉焼天摩利、豹尾院雅羅）
- KILLZONE SHADOW FALL（エコー）
- グランブルーファンタジー（2014年 - 2023年、フリーシア・フォン・ビスマルク / フーちゃん、アナト、海洋学者）
- サイコブレイク（ジュリ・キッドマン）
- 神撃のバハムート（テレサ、ルキナ）
- スーパーヒーロージェネレーション（クシャトリヤ）
- スーパーロボット大戦OGサーガ 魔装機神F COFFIN OF THE END（オキュラ・ザニア・ビフラズバ）
- 戦国BASARA4（まつ）
- 閃乱カグラ2 -真紅-（奈楽）
- SOUL SACRIFICE DELTA（ターリア）
- 第3次スーパーロボット大戦Z 時獄篇 / 天獄篇（2014年 - 2015年、マリーダ・クルス） - 2作品
- ハートの国のアリス 〜Wonderful Twin World〜（ビバルディ）
- ヒーローバンク2（呉刃弁天）
- ウォッチドッグス（シーラ・ビリングス）

2015年
- ケイオスドラゴン 混沌戦争（アリア）
- 咲-Saki- 全国編（井上純）
- スーパーロボット大戦BX（マリーダ・クルス）
- セブンスドラゴンIII code:VFD（キャラクターメイク）
- 戦国BASARA4 皇（まつ）
- ソウル・オブ・セブンス（アル＝キ）
- 地球防衛軍4.1 ザ・シャドウ・オブ・ニュー・ディスペアー（戦術士官）
- ドラゴンクエストヒーローズ 闇竜と世界樹の城（ルイーダ）
- バイオハザード リベレーションズ2（クレア・レッドフィールド）
- Fallout 4（Dr.マジソン・リー）
- ブレイブリーセカンド（エインフェリア・ヴィーナス）
- ライズ オブ ザ トゥームレイダー（ララ・クロフト）
- レンドフルール（揚羽）
- LORD of VERMILION ARENA（風のバルバリシア）
- ワールド エンド エクリプス（セレスターシャ）
- コール オブ デューティ ブラックオプス3（ジェシカ・ローズ）

2016年
- 真・女神転生IV FINAL（バロウズ、東京の女神成体）
- ヴァルキリーアナトミア -ジ・オリジン-（マルヴァイナ）
- ドラゴンクエストヒーローズII 双子の王と予言の終わり（ルイーダ）
- ミラーズエッジ カタリスト（フェイス・コナーズ）
- 戦国BASARA 真田幸村伝（まつ）
- ペルソナ5（新島冴）
- League of Legends（ケイトリン）

2017年
- スーパーロボット大戦V（マリーダ・クルス）
- Horizon Zero Dawn（ヴァナーシャ）
- 閃乱カグラ PEACH BEACH SPLASH（奈楽）
- ファイアーエムブレム Echoes もうひとりの英雄王（マチルダ）
- ガンダムバーサス（マリーダ・クルス）
- ファイアーエムブレム ヒーローズ（マチルダ）
- 学戦都市アスタリスクフェスタ 煌めきのステラ（八津崎匡子）
- 巨影都市（柏木リサ）
- サイコブレイク2（ジュリ・キッドマン）

2018年
- 銀魂乱舞（月詠）
- クイズRPG 魔法使いと黒猫のウィズ（アヤナ・ミナミカタ）
- CARAVAN STORIES（ガダ）
- シノビマスター 閃乱カグラ NEW LINK（2018年 - 2020年、奈楽、呂蒙）
- グランクレスト戦記（マルグレット・オディウス）
- ソウルキャリバーVI（ヒルダ〈ヒルデガルド・フォン・クローネ〉）
- 放置少女〜百花繚乱の萌姫たち〜（呂蒙子明）
- OCTOPATH TRAVELER（ハンイット）
- 機動戦士ガンダム エクストリームバーサス2（2018年 - 2025年、マリーダ・クルス） - 4作品
- ドラガリアロスト（ガルーダ）
- 〈物語〉シリーズ ぷくぷく（哀川潤）
- JUDGE EYES:死神の遺言（城崎さおり）
- シャドウ オブ ザ トゥームレイダー（ララ・クロフト）
- SNKヒロインズ 〜Tag Team Frenzy〜（スカロマニア）
- ドラゴンクエストライバルズ（ルイーダ）

2019年
- エンゲージプリンセス（ゼノビア）
- バイオハザード RE:2（クレア・レッドフィールド）
- 共闘ことばRPG コトダマン（シャドウ・ニイジマ / ニイジマ・レビアタン・サエ）
- クイーンズブレイド WHITE TRIANGLE（リスティ）
- ハイスクール・フリート 艦隊バトルでピンチ!（宗谷真雪）
- 最果てのバベル（カヤ）
- とある魔術の禁書目録 幻想収束（黄泉川愛穂）
- AI: ソムニウム ファイル（ボス）
- アルカ・ラスト 終わる世界と歌姫の果実（ヴァローナ）
- スーパーロボット大戦DD（2019年 - 2022年、マリーダ・クルス / プルトゥエルブ）
- ASTRAL CHAIN（ジェナ・アンダーソン）
- DAEMON X MACHINA（FOUR）
- ペルソナ5 ザ・ロイヤル（新島冴）
- ドールズフロントライン（AK‐15）

2020年
- 神田川JET GIRLS（真谷奈楽）
- ペルソナ5 スクランブル ザ ファントム ストライカーズ（新島冴）
- OCTOPATH TRAVELER 大陸の覇者（ハンイット）
- 一騎当千 エクストラバースト（呂蒙子明）
- アズールレーン（マインツ）
- アークナイツ（レイズ）

2021年
- WAR OF THE VISIONS ファイナルファンタジー ブレイブエクスヴィアス 幻影戦争（ムーア）
- 世界革命RPG ロードオブヒーローズ（ザイラ）
- METALLIC CHILD（キャサリン）
- LOST JUDGMENT 裁かれざる記憶（城崎さおり）

2022年
- THE KING OF FIGHTERS XV（ドロレス）
- Horizon Forbidden West（ヴァナーシャ）
- 機動戦士ガンダム アーセナルベース（2022年 - 2023年、マリーダ・クルス / プルトゥエルブ）
- 共闘ことばRPG コトダマン（月詠）
- ユグドラ・レゾナンス（セツナ）
- ライブアライブ（淀君、レイチェル・クライン）
- SDガンダム バトルアライアンス（マリーダ・クルス / プルトゥエルブ）
- ポケモンマスターズEX（2022年 - 2024年、メロン）
- ハーヴェステラ（ディアンサス）

2023年
- タワーオブスカイ（アリカ）
- ゼルダの伝説 ティアーズ オブ ザ キングダム（ソニア）
- BLUE PROTOCOL（ヴェロニカ）
- 無期迷途（クロウ）
- モンスターストライク（2023年 - 2025年、牡丹、マリーダ・クルス、ニイジマ・レビアタン・サエ）
- ドラゴンクエストモンスターズ3 魔族の王子とエルフの旅（幻魔公キルローズ、アルシャエル）

2024年
- ユニコーンオーバーロード（イレニア）
- アウタープレーン（バレンタイン）
- ゼルダの伝説 知恵のかりもの
- ドラゴンクエストIII そして伝説へ…（HD-2D版）

2025年
- Honor of Kings（システム）

### ドラマCD
- 怪物王女 シリーズ（リザ・ワイルドマン）
  - 放浪王女
  - 廃屋王女
- キスとDO-JIN! 〜王子様はカリスマ大手!?〜（江戸川蝶子）
- キューティクル探偵因幡（ガブリエラ）
- GetBackers-奪還屋- 永遠の絆を奪り還せ!編（影蜘蛛）
- 鋼殻のレギオス ドラマCD（ナルキ・ゲルニ）
- 恋の話がしたい（弓子）
- 最終神話戦争イデアオペラ オリジナルドラマCD 第3章 輝ける悠遠の女神（ペルセポネ）
- サムライドライブ（巴春日）
- 神魂合体ゴーダンナー!! ドラマCD 第2巻（シャドウ）
- 真・女神転生 STRANGE JOURNEY（ゼレーニン）
- ストライクウィッチーズ2 秘め録CD 下（フーベルタ・フォン・ボニン）
- Strawberry Panic（鳳天音）
- セキレイ サウンドステージ 01（光）
- ソウルイーター（リズ・トンプソン）
- ZONE-00 シリーズ（菫）
  - ZONE-00 劇-I section CHERRY
  - ZONE-00 劇-II section KNIGHT
- そこはぼくらの問題ですから（潔良）
- ダンス イン ザ ヴァンパイアバンド シリーズ（ヴェラ）
- 超訳百人一首 うた恋い。（藤原高子）
  - SOUND COFFIN ※『コミックフラッパー』2009年5月号付録
  - ドラマCD ダンス ウィズ ザ ヴァンパイアメイド CDすぺしゃる
- DRUG-ON（ジル）
- ひなたの狼（君菊）
- 獏狩り シリーズ（桜の君・琴乃）
  - 獏狩り
  - 獏狩り〜神和篇〜
- 人間交差点 -HUMAN SCRAMBLE- あの日川を渡って（鈴木幸子）
- ブレイク ブレイド 番外編ドラマCD（リィ）
- マリア様がみてる（築山三奈子）
- まりあ†ほりっく（石馬隆顕）
- 警視庁 特務部 特殊凶悪犯対策室 第七課 -トクナナ-「ドラマCD七課イン・ザ・パーティvol.1」[190]（四季彩紅音）

### ラジオ
※はインターネット配信。
- PERSONA5 the Animation Radio“カイトーク！”（2018年 - 2019年、アニメイトタイムズ※）
- VOICTION presents「ボイスオブアクション」（2023年 - 、ラジオフチューズ）

### デジタルコミック
- +Voice ANGEL PARA BELLUM エンジェルパラベラム（アズラエル）
- VOMIC BLEACH（鰻屋育美）

### 吹き替え

#### 担当女優
アン・ハサウェイ
- プリティ・プリンセス（2002年、ミア〈アミーリア・ミニョネット・サーモポリス・レナルディ〉）
- プリティ・プリンセス2/ロイヤル・ウェディング（2005年、ミア〈アミーリア・ミニョネット・サーモポリス・レナルディ〉）
- ブロークバック・マウンテン（2006年、ラリーン・ニューサム）
- アン・ハサウェイ/裸の天使（2007年、アリソン・ラング）
- シンクロナイズドモンスター（2018年、グロリア）
- オーシャンズ8（2018年、ダフネ・クルーガー）
- マクマホン・ファイル（2020年、エレナ・マクマホン）
- ザ・ハッスル（2021年、ジョセフィン）
- ロックダウン（2021年、リンダ・サーマン）
- Solos 〜ひとりひとりの回想録〜（2021年、リア）

イ・ヨウォン
- 善徳女王（2010年、トンマン）
- 私の期限は49日（2011年、ソン・イギョン）
- 馬医（2013年 - 2014年、チニョン）

エミリー・ブラント
- ヴィクトリア女王 世紀の愛（2010年、ヴィクトリア女王）
- 憧れのウェディング・ベル（2012年、ヴァイオレット・バーンズ）
- LOOPER/ルーパー（2013年、サラ）

オリヴィア・ワイルド
- The O.C. シーズン2（2007年、アレックス・ケリー）
- 紀元1年が、こんなんだったら!?（2009年、イナンナ王女）
- VINYL‐ヴァイナル- Sex,Drugs,Rock'n'Roll&NY（2016年、デヴォン・フィネストラ）
- TIME/タイム（2025年、レイチェル・サラス）※スターチャンネル版

オルガ・キュリレンコ
- ディバイナー 戦禍に光を求めて（2016年、アイシェ）
- ハイ・ヒート その女 諜報員（2023年、アナ）
- ガンズ&バレッツ CODE:White（2023年、ヴァネッサ・フリン）
- ザ・ガーディアンズ 報復（2024年、カリーナ）
- フューリー 戦場の女神（2024年、ブーディカ）

ガル・ガドット
- DCエクステンデッド・ユニバース（2016年 - 2023年、ダイアナ・プリンス / ワンダーウーマン）
  - バットマン vs スーパーマン ジャスティスの誕生
  - ワンダーウーマン
  - ジャスティス・リーグ
  - ワンダーウーマン 1984
  - ジャスティス・リーグ:ザック・スナイダーカット
  - シャザム!〜神々の怒り〜
  - ザ・フラッシュ

- トリプル9 裏切りのコード（2016年、エレナ・ヴラスロフ）
- ビトウィーン・トゥ・ファーンズ: ザ・ムービー（2019年、本人役）
- レッド・ノーティス（2021年、ビショップ）
- ナイル殺人事件（2022年、リネット）
- ハート・オブ・ストーン（2023年、レイチェル・ストーン）

ケリー・ラッセル
- 小さな命が呼ぶとき（2010年、アイリーン・クラウリー）
- スター・ウォーズ/スカイウォーカーの夜明け（2019年、ゾーリ・ブリス）
- アントラーズ（2021年、ジュリア・メドウズ）

サラ・シャヒ
- PERSON of INTEREST 犯罪予知ユニット（2013年 - 2016年、サミーン・ショウ）
- レヴェリー 仮想世界の交渉人（2018年、マラ・キント）
- セックス/ライフ（2021年 - 2023年、ビリー・コネリー）

ジェマ・アータートン
- タイタンの戦い（2010年、イオ）※劇場公開版
- ヘンゼル & グレーテル（2013年、グレーテル）
- ディストピア パンドラの少女（2017年、ヘレン）
- マーダー・ミステリー（2019年、グレース・バラード）

ブライス・ダラス・ハワード
- ヴィレッジ（2004年、アイヴィー・ウォーカー）※機内上映版
- エクリプス/トワイライト・サーガ（2010年、ヴィクトリア）
- ヘルプ 〜心がつなぐストーリー〜（2012年、ヒリー・ホルブルック）
- ブラック・ミラー シーズン3 #1（2016年、レイシー）
- ピートと秘密の友達（2016年、グレース）

デニス・リチャーズ
- フレンズ シーズン7 #19（2001年、キャシー）
- プリティ・イン・ニューヨーク（2003年、クロエ）※ソフト版
- 最'狂'絶叫計画（2004年、アニー）

ブレイク・ライヴリー
- ゴシップガール（2009年 - 2014年、セリーナ・ヴァンダーウッドセン）
- 50歳の恋愛白書（2010年、若き日のピッパ・リー）
- グリーン・ランタン（2011年、キャロル・フェリス）
- ロスト・バケーション（2016年、ナンシー）
- シンプル・フェイバー（2019年 - 2025年、エミリー・ネルソン）
  - シンプル・フェイバー
  - アナザー・シンプル・フェイバー

- ブルー きみは大丈夫（2024年、オクト・キャット）
- ふたりで終わらせる/IT ENDS WITH US（2025年、リリー・ブルーム）

マンディ・ムーア
- ブラザー・ベア2（2006年、ニータ）
- レーシング・ストライプス（2006年、サンディ）※日本テレビ版
- ライセンス・トゥ・ウェディング（2008年、セイディ・ジョーンズ）

ミーガン・フォックス
- 彼女は夢見るドラマ・クイーン（2004年、カーラ・サンティーニ）
- ローグ（2020年、サム）
- エクスペンダブルズ ニューブラッド（2024年、ジーナ））

ミシェル・ドッカリー
- ダウントン・アビー（2011年 - 2022年、メアリー・クローリー / メアリー・タルボット）
  - ダウントン・アビー
  - ダウントン・アビー/新たなる時代へ

- フライト・リスク（2025年、マドリン・ハリス）

ミシェル・ロドリゲス
- ワイルド・スピードシリーズ（2009年 - 2024年、レティ・オルティス）
  - ワイルド・スピード ※ザ・シネマ版
  - ワイルド・スピード MAX ※劇場公開版
  - ワイルド・スピード EURO MISSION
  - ワイルド・スピード SKY MISSION
  - ワイルド・スピード ICE BREAK
  - ワイルド・スピード/ジェットブレイク
  - ワイルド・スピード/ファイヤーブースト

- ダンジョンズ&ドラゴンズ/アウトローたちの誇り（2023年、ホルガ）

メーガン・ブーン
- ブラッディ・バレンタイン3D（2009年、ミーガン）
- THE BLACKLIST/ブラックリスト（2013年 - 、エリザベス・“リズ”・キーン）
- ブラックリスト リデンプション（2018年、エリザベス・“リズ”・キーン）

ラシダ・ジョーンズ
- ソーシャル・ネットワーク（2011年、マリリン・デプリー）
- セレステ∞ジェシー（2013年、セレステ）
- ビトウィーン・トゥ・ファーンズ: ザ・ムービー（2019年、本人役）
- アニマル -自然界の実力者たち-（2022年、ナレーター）

メラニー・ロラン
- オーケストラ!（2009年、アンヌ＝マリー・ジャケ）
- 社会から虐げられた女たち（2021年、ジュヌヴィエーヴ）
- ヴォルーズ（2023年、キャロル）

リヴ・タイラー
- マーベル・シネマティック・ユニバース（2008年 - 2025年、ベティ・ロス）
  - インクレディブル・ハルク
  - キャプテン・アメリカ:ブレイブ・ニュー・ワールド

- LEFTOVERS/残された世界（2014年、メグ・アボット）

レイチェル・ワイズ
- コンスタンティン（2005年、アンジェラ・ドッドソン）※ソフト版
- ラブ・ダイアリーズ（2009年、サマー・ハートリー）
- ラブリーボーン（2010年、アビゲイル・サーモン）
- オズ はじまりの戦い（2013年、東の魔女エヴァノラ）
- ドリームハウス（2013年、リビー・エイテンテン / エリザベス・ウォード）
- レイチェル（2018年、レイチェル）

#### 映画
- アイアン・スカイ（レナーテ・リヒター〈ユリア・ディーツェ〉[225]）
- 愛してる、愛してない...（エロイーズ〈ソフィー・ギルマン〉）
- アイランド（ジョーダン・2デルタ〈スカーレット・ヨハンソン〉）
- 赤ずきん（ヴァレリー〈アマンダ・サイフリッド〉）
- アナコンダ vs. 殺人クロコダイル（ティファニー〈ローラ・デイル〉）
- あなたになら言える秘密のこと（ハンナ〈サラ・ポーリー〉）
- アバウト・アダム アダムにも秘密がある（ルーシー・オーウェンズ〈ケイト・ハドソン〉）
- アバウト・タイム〜愛おしい時間について〜（シャーロット〈マーゴット・ロビー〉）
- アフターライフ（アンナ・テイラー〈クリスティーナ・リッチ〉）
- アポカリプト（セブン〈ダリア・エルナンデス〉）
- アメリカン・パイ in ハレンチ教科書（ハイジ〈ベス・ベアーズ〉）
- アメリカン・パイ in ハレンチ・マラソン大会（ブランディ〈キャンディス・クロスラック〉）
- アモーレス・ペロス（スサナ）
- アルティメットウェポン（ビーカー〈エレナ・パノーヴァ〉）
- ある日どこかで（エリーズ・マッケナ〈ジェーン・シーモア〉[226]）※BSテレ東版
- アントワン・フィッシャー きみの帰る場所（シェリル・スモーリー〈ジョイ・ブライアント〉）
- アンルーリー/復讐の街（マルゴ〈モニカ・ベルッチ〉）
- いけにえ（マリソル〈シャニン・ソサモン〉）
- イングリッシュ・ペイシェント（キャサリン・クリフトン〈クリスティン・スコット・トーマス〉）※Netflix版
- インモータルズ -神々の戦い-（パイドラ〈フリーダ・ピントー〉）
- ウェディング・クラッシャーズ（クレア〈レイチェル・マクアダムス〉）
- ウェディング・フィーバー ゲスな男女のハワイ旅行（テリー〈アリス・ウェッタールンド〉）
- ウォーク・トゥ・リメンバー（ベリンダ〈ローレン・ジャーマン〉）
- ウォッチメン（ローリー・ジュピター / 二代目シルク・スペクター〈マリン・アッカーマン〉[227]）
- 美しい人（サマンサ〈アマンダ・サイフリッド〉）
- ウルヴァリン:SAMURAI（グリーン / ヴァイパー〈スヴェトラーナ・コドチェンコワ〉）
- 永遠の片想い（キム・ギョンヒ〈イ・ウンジュ〉）
- 88ミニッツ（ローレン・ダグラス〈リーリー・ソビエスキー〉）
- X-MEN:ファースト・ジェネレーション（エマ・フロスト / ホワイト・クイーン〈ジャニュアリー・ジョーンズ〉）
- エデン（ヒョンジェ / エデン〈ジェイミー・チャン〉）
- エリザベス:ゴールデン・エイジ（ベス・スロックモートン〈アビー・コーニッシュ〉）
- エンジェル（エンジェル・デヴェレル〈ロモーラ・ガライ〉）
- エンジェル・アイズ
- エンジェル ウォーズ（スイートピー〈アビー・コーニッシュ〉）
- エンプレス/運命の戦い（燕飛児〈ケリー・チャン〉）
- オープン・ウォーター2（エイミー〈スーザン・メイ・プラット〉）
- オー!マイDJ（ギョンク〈イ・ウンジュ〉）
- 俺たちフィギュアスケーター（ケイティ・ヴァン・ヴォルデンバーグ〈ジェナ・フィッシャー〉）
- 崖っぷちの男（アンジー〈ジェネシス・ロドリゲス〉）
- カサブランカ（イルザ・ラント〈イングリッド・バーグマン〉）※スター・チャンネル版
- 鬘 -かつら-（スヒョン〈チェ・ミンソ〉）
- 画皮 あやかしの恋（シャオウェイ〈ジョウ・シュン〉）
- 監禁ハイウェイ（ベス〈クリスティン・ボトムリー〉）
- 完全犯罪クラブ
- カンフー・ダンク（ニー）
- キス★キス★バン★バン（カット〈シエンナ・ギロリー〉）
- キャプテン・ズーム（サマー・ジョーンズ / ワンダー〈ケイト・マーラ〉）
- キリング・ミー・ソフトリー（アリス〈ヘザー・グラハム〉）※テレビ東京版
- キルスティン・ダンストの大統領に気をつけろ!（ベッツィー・ジョブス〈キルスティン・ダンスト〉）
- 銀河ヒッチハイク・ガイド（トリリアン〈ズーイー・デシャネル〉）
- グッバイ、レーニン!（ララ〈チュルパン・ハマートヴァ〉）
- クリムゾン・ピーク（ルシール・シャープ〈ジェシカ・チャステイン〉）
- クルーエル・インテンションズ3（アリソン〈メリッサ・イヴォンヌ・ルイス〉）
- クローサー（クワン〈ヴィッキー・チャオ〉）※テレビ東京版
- 黒い司法 0%からの奇跡（エバ・アンスリー〈ブリー・ラーソン〉[228]）
- クロコダイル・ダンディー（スー・チャールトン〈リンダ・コズラウスキー〉）※Netflix版
- コースト・ガード（ミア〈パク・チア〉）
- 恋は突然に。（グレイ〈ジェニファー・ガーナー〉）
- ゴジラ キング・オブ・モンスターズ（アイリーン・チェン〈チャン・ツィイー〉[229]）
- コナン・ザ・バーバリアン（タマラ〈レイチェル・ニコルズ〉）
- 最'狂'絶叫計画（ベッカー〈パメラ・アンダーソン〉[230]）
- サイン・オブ・デス（マリー〈マリー・ジラン〉）
- ザ・ヘラクレス（へべ姫〈ガイア・ワイス〉）
- ザ・ミラー（アニカ〈キム・メイ・ゲスト〉）
- サラマンダー（少年期のクイン）
- ザ・リング（レベッカ・“ベッカ”・コルター〈レイチェル・ベラ〉）※フジテレビ版
- ザ・リング2（エミリー〈エミリー・ヴァンキャンプ〉）
- サルバドールの朝（クカ〈レオノール・ワトリング〉）
- サンゲリア（アン・ボールズ[231]）※BD版
- シークレット・パラダイス（テフラ）
- ジェイソン・ボーン（ヘザー・リー〈アリシア・ヴィキャンデル〉[232]）※BSテレ東版
- ジェイン・オースティンの読書会（アレグラ〈マギー・グレイス〉）
- シャークネードシリーズ（ノヴァ・クラーク〈キャシー・スケルボ〉）
  - シャークネード エクストリーム・ミッション
  - シャークネード5 ワールド・タイフーン
- ジャスティス/闇の迷宮（テレサ・ルエダ）
- シャドー・フューリー（サーシャ）
- 終着駅 トルストイ最後の旅（サーシャ・トルストイ〈アンヌ＝マリー・ダフ〉）
- 少林寺2（三鳳〈ホァン・チューイェン〉）※ソフト版
- スーパーストーム（カーラ・ジェンセン〈エリカ・デュランス〉）
- SWEET SIXTEEN（スーザン）
- スクリーム4: ネクスト・ジェネレーション（ジュディ・ヒックス〈マーリー・シェルトン〉）
  - スクリーム[233]
- スケート・オア・ダイ（シルヴィー〈ラシダ・ブラクニ〉）
- スター・ウォーズ/スカイウォーカーの夜明け（アイラ・セキュラ〈ジェニファー・ヘイル〉）
- SPY/スパイ（リア〈ナルヒス・ファクフリ〉）
- スピーシーズXX 美しき寄生獣!危険な誘惑（ステファニー・バクスター〈カイリン・シー〉）[234]
- スペース・プレイヤーズ（ワンダーウーマン〈ロザリオ・ドーソン〉[235]）
- 戦場のピアニスト（マッチ売りの少女）
- ソウシリーズ（リンジー・ベレーズ捜査官〈アシーナ・カーカニス〉）
  - ソウ4
  - ソウ5
  - ソウ6
- ゾルタン★星人（クリスティ・ボマー〈クリスティ・スワンソン〉）
- ゾンビランド（ウィチタ〈エマ・ストーン〉）
- ダーケストアワー 消滅（アニー〈レイチェル・テイラー〉）
- ターンレフト・ターンライト（イブ・ツァイ〈ジジ・リョン〉）
- タイムマイン（フランチェスカ〈ポーラ・ガーセス〉）
- ダ・ヴィンチ・コード（ソフィー・ヌヴー〈オドレイ・トトゥ〉）※フジテレビ版
- TATARI タタリ/呪いの館（アリエル〈アマンダ・リゲッティ〉）
- ダンス・レボリューション
- チアーズ!（ラーヴァ）
- ツイ・ハークの霊戦英雄伝（リン）
- DEAN/ディーン（ピア・アンジェリ〈ヴァレンティナ・チェルヴィ〉）
- ディスタービア（アシュリー〈サラ・ローマー〉）
- ディセント（ホリー〈ノラ＝ジェーン・ヌーン〉）
- デトネーター（ナディア・コミンスキー〈シルヴィア・コロカ〉）※テレビ東京版
- デビルズ・バースデイ（サマンサ〈アリソン・ミラー〉）
- トゥームレイダー ファースト・ミッション（ララ・クロフト〈アリシア・ヴィキャンデル〉[236]）
- 12 ラウンド（モリー〈アシュレイ・スコット〉）
- 独房の生贄 〜悪霊が棲む213号室〜（オードリー・デイヴィス〈デボラ・ヴァレンテ〉）
- ドラゴンストーム（ネッサ）
- ドラゴン・プロジェクト（ナタリー〈ジリアン・チョン〉）
- DRAGONBALL EVOLUTION（マイ〈田村英里子〉）
- ドラムライン（レイラ〈ゾーイ・サルダナ〉）
- ドリヴン（ソフィア〈エステラ・ウォーレン〉）※テレビ東京版
- ドレスデン、運命の日（アンナ〈フェリシタス・ヴォール〉）
- トロン: レガシー（サイレン・ジェム〈ボー・ギャレット〉）
- トワイライトシリーズ（ヴィクトリア〈レイチェル・レフィブレ〉）※ソフト版
  - トワイライト〜初恋〜
  - ニュームーン/トワイライト・サーガ
- NINE（クラウディア〈ニコール・キッドマン〉）
- 南極物語（ケイティ〈ムーン・ブラッドグッド〉）
- ニューイヤーズ・イブ（エイミー〈ハル・ベリー〉）
- ネバー・サレンダー 肉弾凶器（ケイト・トライトン〈ケリー・カールソン〉）※テレビ東京版
- ハーフ・デイズ（ケイト〈リン・コリンズ〉）
- パーマネント ミッドナイト（サンドラ〈エリザベス・ハーレイ〉）
- ハイスクール・ジャック 怒りの教室（ステファニー・ウィリアムズ〈ロザリオ・ドーソン〉）
- バティニョールおじさん（ミシュリーヌ〈アレクシア・ポルタル〉）
- ハムナプトラ3 呪われた皇帝の秘宝（リン〈イザベラ・リョン〉）※劇場公開版
- ハリー・ポッターと賢者の石
- ハンテッド（アイリーン〈レスリー・ステファンソン〉）※テレビ東京版
- パンドラム（ナディア〈アンチュ・トラウェ〉）
- PAN 〜ネバーランド、夢のはじまり〜（タイガー・リリー〈ルーニー・マーラ〉）※日本テレビ版
- B型の彼氏（ハミ〈ハン・ジヘ〉）
- 美女と野獣（プリンセス〈イヴォンヌ・カッターフェルト〉[237]）
- 秘密のラジオ・ガール（ステイシー）
- 108時間（ビアンカ〈エバ・デ・ドミニシ〉）
- 白夜行 -白い闇の中を歩く-（イ・ジア / ユ・ミホ〈ソン・イェジン〉）
- ファースト・スピード（ケイト）
- ファイナル・デス・ゲーム（エリカ〈エリザ・ドゥシュク〉）
- フォーン・ブース（パメラ・マクファデン〈ケイティ・ホームズ〉）
- PLANET OF THE APES/猿の惑星（デイナ〈エステラ・ウォーレン〉[238]）※日本テレビ版
- ブルドッグ（ステイシー〈ジャクリーン・オブラドーズ〉）※テレビ東京版
- フレディVSジェイソン（ローリー・キャンベル〈モニカ・キーナ〉）※テレビ東京版
- フロム・ヘル（メアリー〈ヘザー・グラハム〉）※テレビ東京版
- ベイマックス（女ボス〈シャーロット・グレイジアン〉）
- ペネロピ（ペネロピ〈クリスティーナ・リッチ〉）
- HELL ヘル（グレイ・ルブラン）
- ヘンゼルとグレーテル（森の精〈アラナ・オースティン〉）
- ボアVSパイソン（モニカ・ボンズ〈ジェイミー・バーグマン〉）
- 墨攻（逸悦〈ファン・ビンビン〉）
- ホビット 竜に奪われた王国（タウリエル〈エヴァンジェリン・リリー〉）
- ホビット 決戦のゆくえ（タウリエル〈エヴァンジェリン・リリー〉[239]）
- ホワイト・ライズ（リサ〈ダイアン・クルーガー〉）
- ボン・ヴォヤージュ 運命の36時間（カミーユ〈ヴィルジニー・ルドワイヤン〉）
- マーキュリーマン（アリーナ）
- マダム・メドラー おせっかいは幸せの始まり（ロリ〈ローズ・バーン〉）
- マッスルモンク（リー・フンイー〈セシリア・チャン〉）
- マリーゴールド・ホテルで会いましょう（スナイナ〈ティナ・デサイ〉）
  - マリーゴールド・ホテル 幸せへの第二章
- Mr.ゴールデン・ボール/ 史上最低の盗作ウォーズ
- マウス・ハント ※TBS版
- ミッション:インポッシブルシリーズ
  - M:i:III（ジュリア・ハント〈ミシェル・モナハン〉）※フジテレビ版
  - ミッション:インポッシブル/ローグ・ネイション（イルサ・ファウスト〈レベッカ・ファーガソン〉）
  - ミッション:インポッシブル/フォールアウト（イルサ・ファウスト〈レベッカ・ファーガソン〉[240]）
  - ミッション:インポッシブル/デッドレコニング PART ONE（イルサ・ファウスト〈レベッカ・ファーガソン〉[241]）
- ミニミニ大作戦（ライルの彼女〈ケリー・ブルック〉）
- ミリオンダラー・ホテル
- ムード・インディゴ うたかたの日々（クロエ〈オドレイ・トトゥ〉）
- モナリザ・スマイル（ジョアン〈ジュリア・スタイルズ〉）※ソフト版
- モンスーン・ウェディング（アイシャ）
- モンスターズ/地球外生命体（サマンサ・ワインデン〈ホイットニー・エイブル〉）
- 山猫は眠らない5 反逆の銃痕（サナー・マリク〈メルセデス・メイソン〉）
- ユナイテッド93（ショウナ）※テレビ東京版
- 4人の食卓（チョン・ヨン 〈チョン・ジヒョン〉）
- ライフ・イズ・コメディ! ピーター・セラーズの愛し方（ブリット・エクランド〈シャーリーズ・セロン〉）
- ラストタイム 欲望が果てるとき（ベリッサ〈アンバー・ヴァレッタ〉）
- Lover's Prayer はつ恋（ジナイーダ〈キルスティン・ダンスト〉）
- ラン・アウェイ（チェ・ミラン〈キム・ウンジョン〉）
- リーサルレギオン（ライリー・ミュラー〈フィオナ・ローウィ〉）
- リコシェ/炎の銃弾（ゲイル・ウェルランズ〈メアリー・エレン・トレイナー〉）※DVD版
- ルール3（サマンサ・ウォーレン〈アレクサンドラ・ホールデン〉）
- ルール6（タマラ〈ジェナ・ディーワン〉）
- レイク・デッド/ケインとアベル（ブリエル〈ケルシー・クレイン〉）
- レジェンド 狂気の美学（フランシス・シェイ〈エミリー・ブラウニング〉）
- REX レックス（ガブリエル・ワトソン）
- ROCKER 40歳のロック☆デビュー（アメリア〈エマ・ストーン〉）
- ROCK YOU!（ジョスリン〈シャニン・ソサモン〉）※日本テレビ版
- ロックンローラ（ステラ〈タンディ・ニュートン〉）
- ロバと王女（青の国の王女〈カトリーヌ・ドヌーヴ〉）

#### ドラマ
- iCarly（サーシャ・ストライカー）
- アガサ・クリスティー ミス・マープル
  - 親指のうずき（ローズ・ウォーターズ〈ミシェル・ライアン〉）
  - 蒼ざめた馬（ジンジャー・コリガン〈エイミー・マンソン〉）
- アガサ・クリスティー 無実はさいなむ（メアリー・デュラント〈エレノア・トムリンソン〉[242]）
- ATHENA -アテナ-（ジェヒ〈イ・ジア〉）
- アルフ ファイナル・スペシャル（メリッサ・ヒル少佐〈ジェンセン・ダジェット〉）
- アンフォゲッタブル 完全記憶捜査（キャリー・ウェルズ〈ポピー・モンゴメリー〉）
- ER緊急救命室 10thシーズン - （ニーラ・ラスゴートラ〈パーミンダ・ナーグラ〉）
- WITHOUT A TRACE/FBI 失踪者を追え! シーズン4 #73（ディーナ）
- NCIS: ニューオーリンズ（タミー・グレゴリオ〈ヴァネッサ・フェルリト〉）
  - シーズン2 #10（ビリー・ハート）
- NCIS 〜ネイビー犯罪捜査班 シーズン8 #13（ジョージア・ウッテン軍曹）
- 王女ピョンガン 月が浮かぶ川（ヘ・モヨン〈チェ・ユファ〉[243]）
- オデッセイファイブ（アンジェラ・ペリー〈タマラ・クレイグ・トーマス〉）
- カインとアベル（キム・ソヨン〈チェ・ジョンアン〉）
- カシミアマフィア（ケイトリン・ダウド〈ボニー・サマーヴィル〉）
- カリフォルニケーション（ミア・ルイス〈マデリーン・ジーマ〉）
- 危険戦隊デンジャー5 我らの敵は総統閣下（クレア〈アマンダ・サイモンズ〉[244]）
- キャッスル 〜ミステリー作家は事件がお好き（リー・ワックス）
- 救命医ハンク2 セレブ診療ファイル（ミンディ）
- キング・オブ・キングス（マリ・ルイーズ）※ソフト版
- glee/グリー（シェルビー・コークラン〈イディナ・メンゼル〉）
- クリミナル・マインド FBI行動分析課
  - シーズン3 #10（ヴィッキー〈エレン・ホルマン〉）
  - シーズン11 #3（ニコール・シーヴァーズ〈ローラ・ブレッケンリッジ〉）
- GRIMM/グリム シーズン1 #10（レヴィーン先生〈ヴァレリー・クルス〉）
- コールドケース6（フランキー・ラファティ〈タニア・レイモンド〉）
- コウラン伝 始皇帝の母（韓瓊華〈ジャン・ナン〉[245]）
- GOTHAM/ゴッサム（ソフィア・ファルコン〈クリスタル・リード〉）
- コバート・アフェア CIA諜報員アニー（ナターシャ）
- ごめん、愛してる（カン・ミンジュ〈ソ・ジヨン〉）
- CSI:14 科学捜査班 #21（キティ / スーザン・マクダウェル〈トーレイ・デヴィート〉）
- CSI:ニューヨーク
  - シーズン1 #1〜シーズン2 #23（エイデン・バーン〈ヴァネッサ・フェルリト〉）
  - シーズン9 #17（ヴィクトリア）
- ジーナ（アケミ）
- シナリオライターは君だ!
- 射鵰英雄伝（黄蓉〈ジョウ・シュン〉）
- 女王ヴィクトリア 愛に生きる（フローラ・ヘイスティングズ〈アリス・オウィング〉）
- 新・刑事コロンボ 殺意のナイトクラブ（ヴァネッサ・ファロー〈ジェニファー・スカイ〉）※BDオリジナル版
- 新ビバリーヒルズ青春白書（ジェン・クラーク〈サラ・フォスター〉）
- SUITS/スーツ（デイナ・スコット〈アビゲイル・スペンサー〉）
- スーパーナチュラル（レノーラ〈アンバー・ベンソン〉）
- スキップ・ビート! 〜華麗的挑戦〜（安芸祥子〈パン・フイルー〉）
- スリーピー・ホロウ シーズン4（ダイアナ・トーマス〈ジャニナ・ガヴァンカー〉）
- セカンド・チャンス 造られた男（メアリー・グッドウィン〈ディルシャッド・ヴァザリア〉）
- 1883（マーガレット・ダットン〈フェイス・ヒル〉）
- Dirt（ウィラ・マクファーソン〈アレクサンドラ・ブレッケンリッジ〉）
- 第3病院 〜恋のカルテ〜（チン・ヘイン〈キム・ミョンジン〉）
- ダイナスティ（クリステル・フローレス〈ナタリー・ケリー〉）
- ダメージ（エレン・パーソンズ〈ローズ・バーン〉）
- チャームド 〜魔女3姉妹〜 シーズン8（ブラック・ハート）
- 陳情令（藍翼〈李若彤〉）
- ツイステッド・メタル（レイヴン〈ネーヴ・キャンベル〉[246]）
- デッドウォーター・フェル〜虚像に殺された家族〜（ケイト・ケンドリック〈アンナ・マデリー〉[247]）
- 12モンキーズ（カサンドラ・ライリー〈アマンダ・シュル〉）
- 24:レガシー（ニコール・カーター〈アナ・ジョップ〉）
- トゥルー・コーリング（トゥルー・デイビーズ〈エリザ・ドゥシュク〉）
- ドラゴン桜〈韓国版〉（ハン・スジョン〈ペ・ドゥナ〉）
- トンイ（仁元王妃〈オ・ヨンソ〉）
- ナイトライダーNEXT（キャリー・リヴァイ〈シドニー・ターミア・ポワチエ〉）
- NUMBERS 天才数学者の事件ファイル シーズン2 #3（スカイラー・ワイアット〈サミーア・アームストロング〉）
- 西海岸捜査ファイル グレイスランド（ペイジ・アルキン〈セリンダ・スワン〉）
- NIP/TUCK マイアミ整形外科医（グレース・サンティアゴ〈ヴァレリー・クルス〉）
- バーン・ノーティス 元スパイの逆襲（セリーナ）
- ハウス・オブ・カード 野望の階段（リアン・ハーヴェイ〈ネーヴ・キャンベル〉）
- バフィー 〜恋する十字架〜（タラ・マックレー〈アンバー・ベンソン〉）
- 5デイズ（クラウディア・ホイットニー〈カリ・マチェット〉）
- フリークス学園（シンディ・サンダース〈ナターシャ・メルニック〉）
- THE BRIDGE/ブリッジ（サーガ・ノレーン〈ソフィア・ヘリーン〉）
- ブルーブラッド 〜NYPD家族の絆〜（サブリナ・グリップ）
- BONES（レベッカ）
  - シーズン11 #19（ケイティ・ストーバー）
  - シーズン12 #5（エイミー・ブライアン〈マーシャ・トマソン〉）
- ボディ・オブ・プルーフ3（ライリー・ダン巡査〈マリサ・ラミレス〉、テレビリポーター〈ダイアン・ミゾタ〉）
- ホワイトカラー シーズン4 #14（ペニー・チェイス）
- マウンテン・ウォーズ/ホライズン高校物語（シェルビー・メリック〈A・J・クック〉）
- MACGYVER/マクガイバー #2,#12（サラ・アズラー〈エイミー・アッカー〉）
- ミセス・アメリカ ～時代に挑んだ女たち～（アリス・マックレイ〈サラ・ポールソン〉[248]）
- ミディアム7 最終章（ナタリー・セーラム）
- 名探偵ポワロ 象は忘れない（シリア・レイヴンズクロフト〈ヴァネッサ・カービー〉）
- 名探偵モンク
  - シーズン4 #5
  - シーズン5 #16
  - シーズン7 #14
- THE MENTALIST メンタリスト #7（ジェシカ・マイヤー）
- THE MENTALIST メンタリスト シーズン6 #17（メイ・ファインバーク〈ユート・タイラー〉）
- ヤング・スーパーマン（ラナ・ラング〈クリスティン・クルック〉）
- 流星花園（道明寺椿〈ヴィヴィ・チョイ〉）
- 霊幻道士 キョンシー・マスター（ユー・ビッサム〈アニー・マン〉）
- 6人の女 ワケアリなわたしたち（ヴァレリー〈クレール・ボロトラ〉）
- LOST（アレクサンドラ・“アレックス”・ルソー〈タニア・レイモンド〉）
- ロマンスタウン（ノ・スングム〈ソン・ユリ〉）
- 私も花!（パク・ファヨン〈ハン・ゴウン〉）

#### アニメ
- リロ・アンド・スティッチ（2003年）
- スティッチ!ザ・ムービー（2004年）
- スパイダーマン（2004年、メリージェーン・ワトソン）
- スパイダーマン・アンリミテッド（2005年、メリージェーン・ワトソン）
- リセス 〜ぼくらの休み時間〜（2006年、ベッキー）
- リセス 〜ぼくらの夏休みを守れ!〜（2006年、ベッキー）
- マウス・タウン ロディとリタの大冒険（2007年、リタ）
- レミーのおいしいレストラン（2007年、コレット・タトゥ）
- バイオハザードシリーズ（クレア・レッドフィールド）
  - バイオハザード ディジェネレーション（2008年）
  - バイオハザード: インフィニット ダークネス（2021年[249]）
  - バイオハザード デスアイランド（2023年[250]）
- くもりときどきミートボール（2009年、サム・スパークス）
- スター・ウォーズ/クローン・ウォーズ（2009年、アイラ・セキュラ）
- メガマインド（2010年、ロクサーヌ・リッチ）
- アルティメット・スパイダーマン（メリー・ジェーン）
- くもりときどきミートボール2 フード・アニマル誕生の秘密（2013年、サム・スパークス）
- プレーンズ（2013年、ドッティ）
- サンタのマジック・クリスタル（2014年、ヨータン）
- プレーンズ2/ファイアー&レスキュー（2014年、ドッティ）
- ベイマックス（2014年、女ボス）
- RWBY（2015年、シンダー・フォール[251]）
- スパイダーマン:スパイダーバースシリーズ（メリー・ジェーン・ワトソン）
  - スパイダーマン:スパイダーバース（2019年）
  - スパイダーマン:アクロス・ザ・スパイダーバース（2023年）
- ホワット・イフ...?（2021年、ベティ・ロス）
- バッドガイズ（2022年、ダイアン[252]）
- 雄獅少年/ライオン少年（2023年、アジェン[253]）
- 悪魔城ドラキュラ -キャッスルヴァニア-: 月夜のノクターン（2023年、ジュリア・ベルモンド）
- 天官賜福 貮（2024年、宣姫）

### 特撮
- ウルトラマンデッカー（2022年、メトロン星人ナイゲルの声）
- 仮面ライダー THE WINTER MOVIE ガッチャード&ギーツ 最強ケミー★ガッチャ大作戦（2023年、ゼグドラシルの声[254]）

### 実写映画
- Wonderful World（2010年） - 三上紗季

### 舞台
- ハムレット（オフィーリア）
- 雷電 〜雷電支度部屋〜
- ヴェローナの二紳士
- 夏の夜の夢
- 十二夜
- あなたとX'mas 〜賢プロおもちゃ箱 Part2〜
- 最終神話戦争イデアオペラ 〜賢プロおもちゃ箱 Part3〜
- オフィーリアのかけら（オフィーリア）
- ハッピーバースデー（朗読劇）（星なつき）
- 演劇企画CRANQ 3rd STAGE「止むに止まれず！」（2015年2月10日 - 15日、ザ・ポケット）[255]
- ラフィングライブ旗揚げ公演「パパ、アイ・ラブ・ユー！」（2015年4月15日 - 4月20日、博品館劇場）

### その他コンテンツ
- 木曜洋画劇場CM（ナレーション）
- Lux Super Rich CM（CMに登場するアン・ハサウェイのボイス・オーバー）
- iKnow!語学学習SNSで日本語教材の音声
- パチンコCR牙狼（魔戒法師・邪美）
- ハッピーバースデー（オーディオブック）（橋本敦子）
- 美声時計2
- 100分de名著（NHK Eテレ、ナレーション）
- トヨタ自動車
  - プリウスαCM（ナレーション）
  - クラウンクロスオーバーCM（ナレーション）
- パチンコCR元禄義人伝浪漫（阿国）
- 世界の衝撃ストーリー（声の出演）
- マインドフルネス瞑想ガイド ジョン・カバットジン（2013年、CD音声）
- レイチェルのパリの小さなキッチン（2016年 - 2018年、レイチェル・クーの吹き替え[256]） - 3シリーズ
- 請負人名刺（2017年、電話音声）哀川潤 役[257]
- 西尾維新大辞展（2017年、音声ガイド）哀川潤 役[258]
- 絶メシロード（ナレーション、カーナビ音声[259]）
  - Season1（2020年）
  - Season2（2022年）
- レイチェルのおうちごはん（2020年 - 、NHK、レイチェル・クーの吹き替え[260]）
- 「獣上司に実は認められていた話」 PV（2021年、沖咲[261]）
- パチンコ『Pデビルマン 〜疾風迅雷〜』（2021年、時元神 ダンテ[262]）
- アフター6ジャンクション『ウーマン・トーキング 私たちの選択』サラ・ポーリー監督インタビュー（2023年、サラ・ポーリーのボイスオーバー[263]）

## ディスコグラフィ

### キャラクターソング
| 発売日        | 商品名                                                                         | 歌                                                                             | 楽曲                   | 備考                                                                              |
| ------------- | ------------------------------------------------------------------------------ | ------------------------------------------------------------------------------ | ---------------------- | --------------------------------------------------------------------------------- |
| 2015年7月25日 | -                                                                              | 龍門渕高校麻雀部                                                               | 「ころもびより」       | OVA『咲日和』エンディングテーマ                                                   |
| 2020年1月29日 | ソードアート・オンライン アリシゼーション War of Underworld BD・DVD第2巻特典CD | ディー・アイ・エル（甲斐田裕子）、シグロシグ（星野貴紀）、フルグル（遠藤大智） | 「Deepening the dark」 | テレビアニメ『ソードアート・オンライン アリシゼーション War of Underworld』関連曲 |